# 伍德牧場 (加利福尼亞州)
伍德牧場（英語：Wood Ranch）是位於美國加利福尼亞州弗雷斯諾縣的一個非建制地區。該地的面積和人口皆未知。

## 地理
伍德牧場的座標為36°44′58″N 120°38′21″W / 36.74944°N 120.63917°W，而該地的平均海拔高度為97米（即318英尺）。